# Saghe dell'Alto Adige

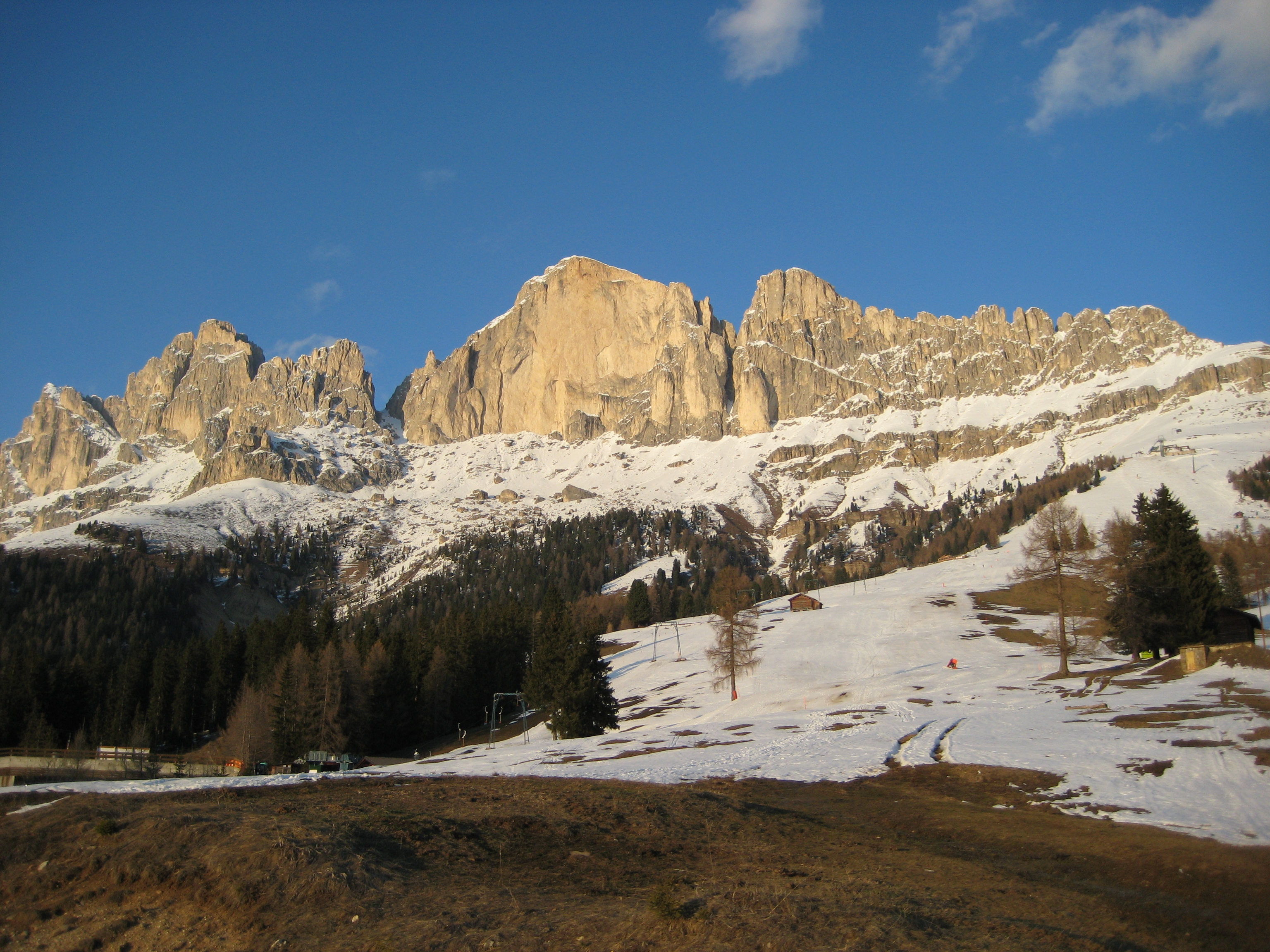
Il gruppo del Catinaccio, uno di questi luoghi leggendari

Esistono diverse saghe dell'Alto Adige (in tedesco Südtiroler Sagen), alcune delle quali sono note in tutto il territorio dell'Alto Adige, ma anche fuori dal suo territorio.

## Storia
Queste storie hanno origine da miti e leggende alto atesine tramandate nel tempo, spesso con protagonisti fantastici, ad esempio vi sono presenze di gnomi, fate ed elfi.
Una delle prime saghe risale al XVII secolo, ma per la maggior parte sono state codificate solamente a partire dal XIX secolo. Molte delle saghe sono conosciute anche al di fuori del territorio ed un sottoinsieme significativo delle saghe è legato alla cultura ladina. In tutto se ne contano 1324.
L'alta via dolomitica n. 2 che congiunge Bressanone a Feltre è denominata "via delle leggende" (Sagenweg), dato che attraversa un territorio pieno di saghe e storie fantastiche.

## Collezioni

### Giovanni Battista Alton
Giovanni Battista Alton fu tra i primissimi a raccogliere le saghe delle vallate ladine.

### Karl Felix Wolff
La collezione di saghe maggiormente note proviene da leggende tradizionali raccolte da Karl Felix Wolff nel suo lavoro "Dolomitensagen", la cui prima edizione risale al 1911. Questa proviene dalla tradizione tardo-romantica della scuola dei fratelli Grimm, il che significa che i nuclei narrativi originali possono essere stati modificati. Wolff ha voluto raccontare le diverse leggende, trovate in diverse aree del territorio altoatesino, in particolare nel regno dei Fanes, e personalmente cercava di farle divenire maggiormente consistenti. Ma dato il fatto che spesso una leggenda non è mai raccontata in modo univoco, egli si prese la "licenza poetica" di trovare una storia univoca.

### Ulrike Kindl
In contrasto con Wolff, i Racconti delle Dolomiti di Ulrike Kindl sono strettamente più in linea con le attuali conoscenze scientifiche.

### Willi Mai
La raccolta di Willi Mai (1911-1945) si ebbe negli anni 1940/41, cioè durante la seconda guerra mondiale. Questo lavoro di raccolta gli era stato commissionato dalla "Ahnenerbe" dell'organizzazione delle SS, durante la fase delle forzate opzioni in Alto Adige, cercando quindi di salvare il folclore locale. Per raccogliere le leggende, Mai si spostò di fattoria in fattoria e di villaggio in villaggio portando con sé un registratore vocale per raccogliere aneddoti, scherzi e battute (alcune anche contemporanee) nel dialetto locale e trasferì direttamente nella sua raccolta le storie esattamente nel modo in cui erano state raccontate dai narratori locali, rendendo così la collezione unica e peculiare. Willi Mai morì nel maggio 1945 prestando servizio nelle Waffen-SS a Székesfehérvár in Ungheria.
La raccolta di Mai non fu mai pubblicata fino al 2000. Il primo volume ricopre le aree Wipptal, Dolomiti e Alta Badia (fino Marebbe). Un secondo volume si riferisce invece alle zone di Bolzano e della Val Venosta.

## Saghe

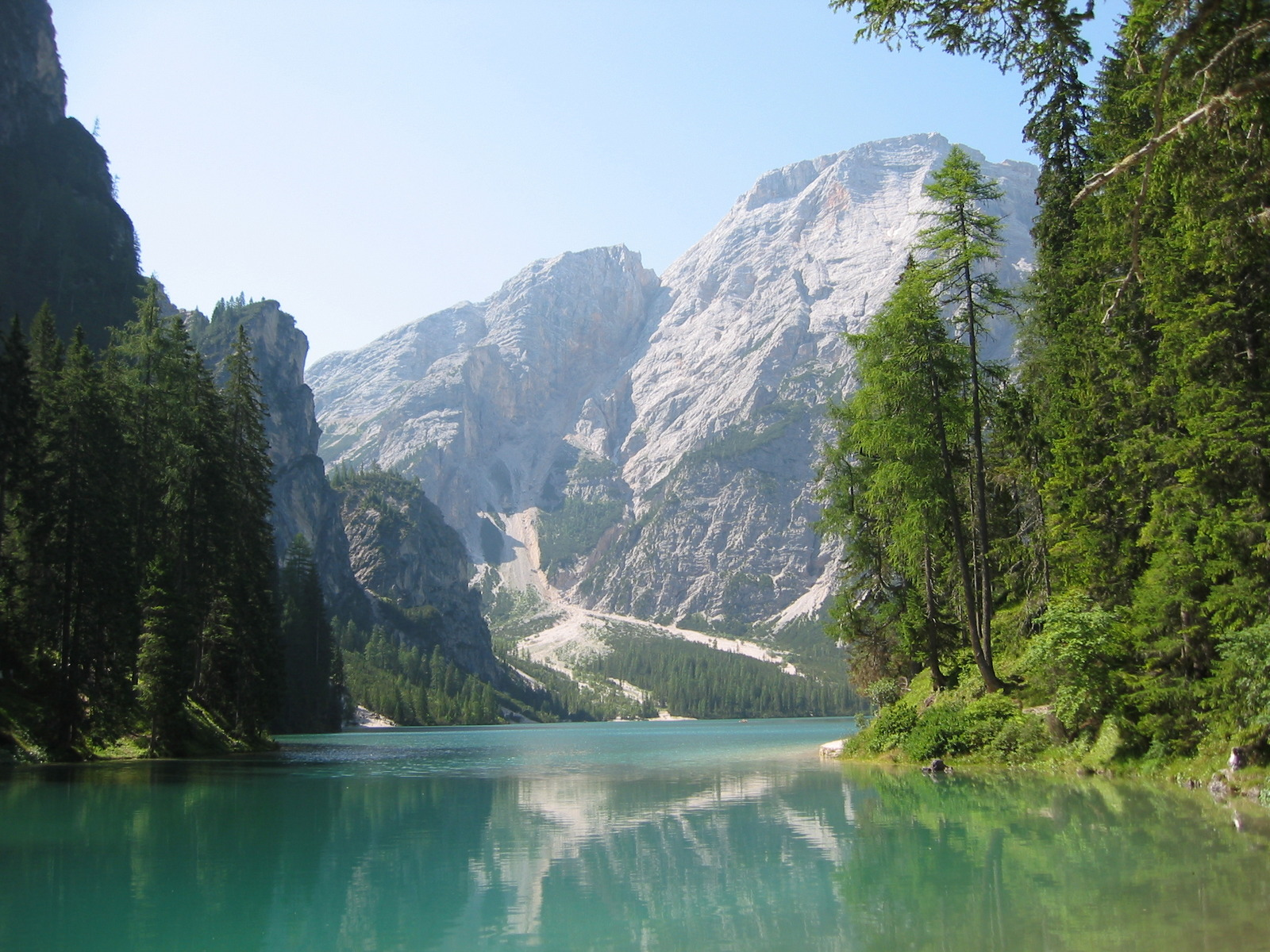
Vista del lago di Braies e del Sass dla porta (in italiano, Croda del Becco). La leggenda del Regno dei Fanes narra che il suo popolo sopravvissuto viva al suo interno, aspettando la rinascita del loro regno.

Alcune delle leggende maggiormente note sono:
- Re Laurino, presso il Catinaccio e il Latemar
- Regno dei Fanes
- La donna liberata dal maleficio, in Val Venosta
- Gli gnomi costruiscono la chiesa di San Pietro, presso Merano
- Le fanciulle del lago, Oltradige
- I tre corvi bianchi, La pietra stregata del castello Reinegg, I birilli d'oro presso Sarentino[5]
- L'uomo selvaggio di Monticolo, presso Appiano sulla Strada del Vino
- La ninfa del Lago di Carezza, presso Nova Levante
- Com'è nato il Lech Sant, in Val Gardena
- Santa Maddalena in Val di Funes, in Valle Isarco
- I Nörggelen della Val di Vizze, in Alta Valle Isarco
- Il drago del Sasso della Croce, in Val Badia
- Una mucca salva il castello di Tures, in Valle Aurina
- Com'è nato il lago di Anterselva, presso Plan de Corones
- La leggenda del gigante della Rocca dei Baranci, La costola nella neve collegiata di San Candido, presso San Candido
- La scoperta dei Bagni di Braies, Il Gran Bracun, presso Braies
- Il cavaliere con la catena, presso Dobbiaco
- La Pittrice del Faloria, presso Valle d'Ampezzo
- Merisana, presso Valle d'Ampezzo